# Club Deportivo Franciscano San Román
El Club Deportivo Franciscano San Román fue un club de fútbol peruano, juega como local en la ciudad de Juliaca, fue fundado en el año 2000.

## Historia
En la Copa Perú 2002 derrotó en la final departamental a Alfonso Ugarte de Puno y clasificó a la Etapa Regional. Allí terminó en primer lugar igualado con Senati de Wánchaq y fue eliminado en partido extra al caer por penales 4-3 luego de un empate sin goles.
En el 2004, el equipo clasificó a la etapa nacional, pero fue eliminado por Senati de Arequipa.
En la Copa Perú 2011, Franciscano San Román volvió a clasificar a la etapa nacional, pero fue nuevamente eliminado, esta vez por Sportivo Huracán de Arequipa.
En el torneo del año 2012, fue eliminado en el Repechaje Regional por el equipo del Deportivo Binacional de Desaguadero en un partido extra jugado en la ciudad del Cusco, finalmente el Binacional también fue eliminado por un reclamo pendiente de etapas anteriores. La comisión de Justicia de la Federación Peruana de Fútbol emitió el fallo polémico y discutido en donde el equipo juliaqueño queda clasificado a la etapa regional del torneo 2013.
En 2015 jugó en la liguilla de descenso de la liga de Juliaca donde terminó en último lugar descendiendo a la Segunda División del distrito. Desde el año siguiente dejó de participar en torneos oficiales.

## Uniforme

### Indumentaria y patrocinador
| Periodo | Patrocinador |
| ------- | ------------ |
| 2011    | Shumawa      |

| Periodo     | Patrocinador |
| ----------- | ------------ |
| 2011 - 2015 | Credicoop    |

## Rivalidades
El Club Deportivo Franciscano San Román tiene como principal rival local al Club Deportivo Diablos Rojos , conocido como el Clásico de Juliaca.

## Barras e Hinchadas
Pasión Auriverde (estilizado paSión auRiverde) es el nombre con que se conoce actualmente a la barra principal y oficial del Club Deportivo Franciscano "San Román"

## Entrenadores
- Italo Herrera (2009)
- Tito Chumpitaz (2010)
- Ernesto 'Chivo' Neyra (2011)
- Tito Chumpitaz (2011)
- Wilquer García (2011)
- Jesús Oropesa (2011-2012)
- Italo Herrera (2018)
- Juan Carlos Bazalar (2020)
- Jose Luis Salas Nuñez (2000)

## Palmarés
| Competición regional                    | Títulos                       | Subcampeonatos    |
| --------------------------------------- | ----------------------------- | ----------------- |
| Etapa Regional - Región VII, VIII (1/3) | 2004.                         | 2002, 2003, 2011. |
| Liga Departamental de Puno (5/0)        | 2002, 2003, 2004, 2009, 2011. |                   |
| Liga Superior de Puno (1/2)             | 2009.                         | 2008, 2011.       |
| Liga Provincial de San Román (2/1)      | 2002, 2003.                   | 2007.             |
| Liga Distrital de Juliaca (2/0)         | 2002, 2007.                   |                   |